# Amra Pandžić
Amra Pandžić, née le 20 septembre 1989, est une handballeuse internationale slovène évoluant au poste de gardienne de but. 

## Biographie
Amra Pandžić débute le handball dans sa ville natale de Ljubljana en Slovénie. A l'âge de 16 ans, le RK Krim, club le plus titré de Slovénie, la recrute. Elle y joue pendant 4 saisons, avant de rejoindre en 2010 le club de Cergy-Pontoise Handball 95 en première division française. Cergy-Pontoise ne remporte que 3 matches cette année là et l'équipe est reléguée en deuxième division. Amra Pandžić rentre alors en Slovénie où elle met sa carrière entre parenthèses pendant trois ans afin d'étudier.
En 2014, Amra reprend le hand professionnel au ŽRK Žalec avant de porter une nouvelle fois les couleurs du RK Krim dès la saison 2015-2016.
En 2017 Amra Pandžić est sélectionnée en équipe nationale de Slovénie pour disputer le championnat du Monde en Allemagne. Les Slovènes terminent à la quinzième place de la compétition, éliminées en huitième de finale.
En mai 2019, Amra Pandžić s'engage officiellement avec le Brest Bretagne Handball en qualités de joker médical à la suite de l'annonce de la grossesse de Cléopâtre Darleux, le 1er avril. La signature, dans un premier temps refusée par la Commission Nationale du Contrôle des Gestions (CNCG), est finalement officialisée le 2 mai 2019 par le club breton. La gardienne slovène est qualifiée pour les quatre derniers matches de la saison, dont la finale de la coupe de France 2019.

## Palmarès

### En sélection nationale
championnats du monde
- 15e place au championnat du monde 2017

### En club
compétitions nationales
- championne de Slovénie (7) en 2007, 2008, 2009, 2010, 2017, 2018 et 2019 (avec le RK Krim)
- vainqueur de la coupe de Slovénie (8) en 2007, 2008, 2009, 2010, 2016, 2017, 2018, 2019[réf. souhaitée], (avec le RK Krim)
- finaliste de la coupe de France en 2019 (avec Brest Bretagne Handball)